# تپه دین‌کتی
تپه دین‌کتی مربوط به هزاره اول و دوران‌های تاریخی پس از اسلام است و در شهرستان قائم شهر، بخش مرکزی، روستای بارفیکلا واقع شده و این اثر در تاریخ ۱ مهر ۱۳۸۲ با شمارهٔ ثبت ۱۰۲۶۹ به‌عنوان یکی از آثار ملی ایران به ثبت رسیده است.